# Rehimena reductalis
Rehimena reductalis là một loài bướm đêm trong họ Crambidae.